# Lý Trinh
Lý Trinh (chữ Hán: 李貞; tháng 12, 627 - 12 tháng 10, 688) là con trai thứ 8 của Đường Thái Tông. Lúc Võ Tắc Thiên muốn soán ngôi nhà Đường, ông cùng con trai là Lang Tà vương Lý Xung đã khởi binh đứng lên chống lại nhưng cuối cùng đã thất bại. 

## Tiểu sử
Lý Trinh sinh vào năm 627, mẹ ông là Yến Đức phi. Năm Trinh Quán thứ 5 (631), ông được phong làm Hán vương (漢王), đến năm Trinh Quán thứ 7 (633) ông lĩnh chức đô đốc Từ châu. Năm Trinh Quán thứ 10 (636), cải phong làm Nguyên vương (原王), không bao lâu sau thì cải phong làm Việt vương (越王) và lĩnh chức đô đốc Dương châu.